# Lichtenfels (Schiff, 1903)
Die Lichtenfels war ein 1903 gebautes Frachtschiff der Deutschen Dampfschifffahrts-Gesellschaft „Hansa“ (DDG Hansa). Zu Beginn des Ersten Weltkrieges wurde sie in Mormugao interniert und 1916 von Portugal beschlagnahmt. Sie fuhr als Goa und ab 1924 als Cubango unter portugugiesischer Flagge, kurzzeitig als Flugzeugmutterschiff, und wurde 1950 abgewrackt.

## Geschichte

### Lichtenfelsder DDG Hansa (1903–1916)
Als siebtes und letzte Schiff der Argenfels-Klasse bestellte die DDG Hansa 1901 den Neubau bei der Flensburger Schiffbau-Gesellschaft als Ersatz für die am 9. Mai 1902 untergegangene Ehrenfels. Von den zuvor gebauten Schiffen dieser Klasse waren vier bei Wigham Richardson in Großbritannien und zwei in Flensburg produziert worden. Diese sieben Neubauten waren von der DDG Hansa eigens für die neue Linie zwischen New York via Südafrika und Indien konzipiert worden, die 1910 nach Niederländisch-Indien und Australien verlängert wurde. In Flensburg wurde das letzte Schiff der Klasse 1902 unter der Baunummer 222 auf Kiel gelegt, am 28. Januar erfolgte der Stapellauf als Lichtenfels.
Nach Kriegsbeginn im August 1914 blieb die Lichtenfels im neutralen Mormugao in Portugiesisch-Indien, wo auch das Schwesterschiff Marienfels Zuflucht gefunden hatte. Neben den beiden „Hansa“-Frachtschiffen hatten dort auch noch die Kommodore (1904, 6064 BRT) der DOAL, die Brisbane (1911, 5668 BRT) der DADG und die Numantia (1901, 5503 BRT) der Hapag Zuflucht gefunden. Dazu kam noch der Frachter Vorwaerts (1906, 5990 BRT) des Österreichischen Lloyd.

### Goader Transportes Maritimos do Estado (1916–1924)
Die beschlagnahmte Lichtenfels als kam Goa in den Dienst der eigens neu gegründeten Staatsreederei Transportes Maritimos do Estado (TME) wie die anderen in Mormugao beschlagnahmten Schiffe Marienfels als Diu, Kommodore als Mormugão, Brisbane als Damão, Numantia als Pangim und die österreichische Vorwärts als India. Wie die anderen beschlagnahmten Schiffe wurde die Coimbra zur Unterstützung der Kriegsanstrengungen der Entente eingesetzt. Dabei blieb sie unter portugiesischer Flagge und wurde nicht – wie zwei Drittel der beschlagnahmten Schiffe – an Großbritannien verchartert.
Der Einsatz des Schiffes ist in der Kriegszeit aufgrund der Zensur nur sehr sporadisch dokumentiert. Die Schiffe der TME wurden für Transporte aller Art herangezogen, sowohl für zivile Transporte wie auch für militärischen Nachschub. Die von der TME selbst bereederten Schiffe wurden in erster Linie für den Transport von Grundnahrungsmitteln aus den Kolonien und für den Transport von Kolonialprodukten zu den englischen und französischen Märkten eingesetzt.
Die bereits während des Krieges aufgetretenen Qualitätsprobleme der Reederei konnten auch nach dem Krieg nicht wirklich behoben werden – die TME arbeitete nicht wirtschaftlich und musste 1922 Konkurs anmelden. Die endgültige Liquidation der Reederei erfolgte dann ab 1924 und wurde bis Anfang 1925 beendet. Die Goa wurde noch 1924 verkauft.

### Cubangoder Companhia Nacional de Navegação (1924–1950)
Käufer des Schiffes war die Companhia Nacional de Navegação, die dem Schiff den Namen Cubango gab. Heimathafen blieb Lissabon. Die Reederei betrieb den Liniendienst zwischen Portugal sowie den Kolonien in Afrika und setzte ihre Schiffe fast ausschließlich auf dieser Route ein. Die Cubango wurde zusammen mit der Cabo Verde für Frachtdienste zwischen Westafrika und Portugal eingesetzt.

### Intermezzo: Flugzeugmutterschiff der Marinha Portuguesa (1931)

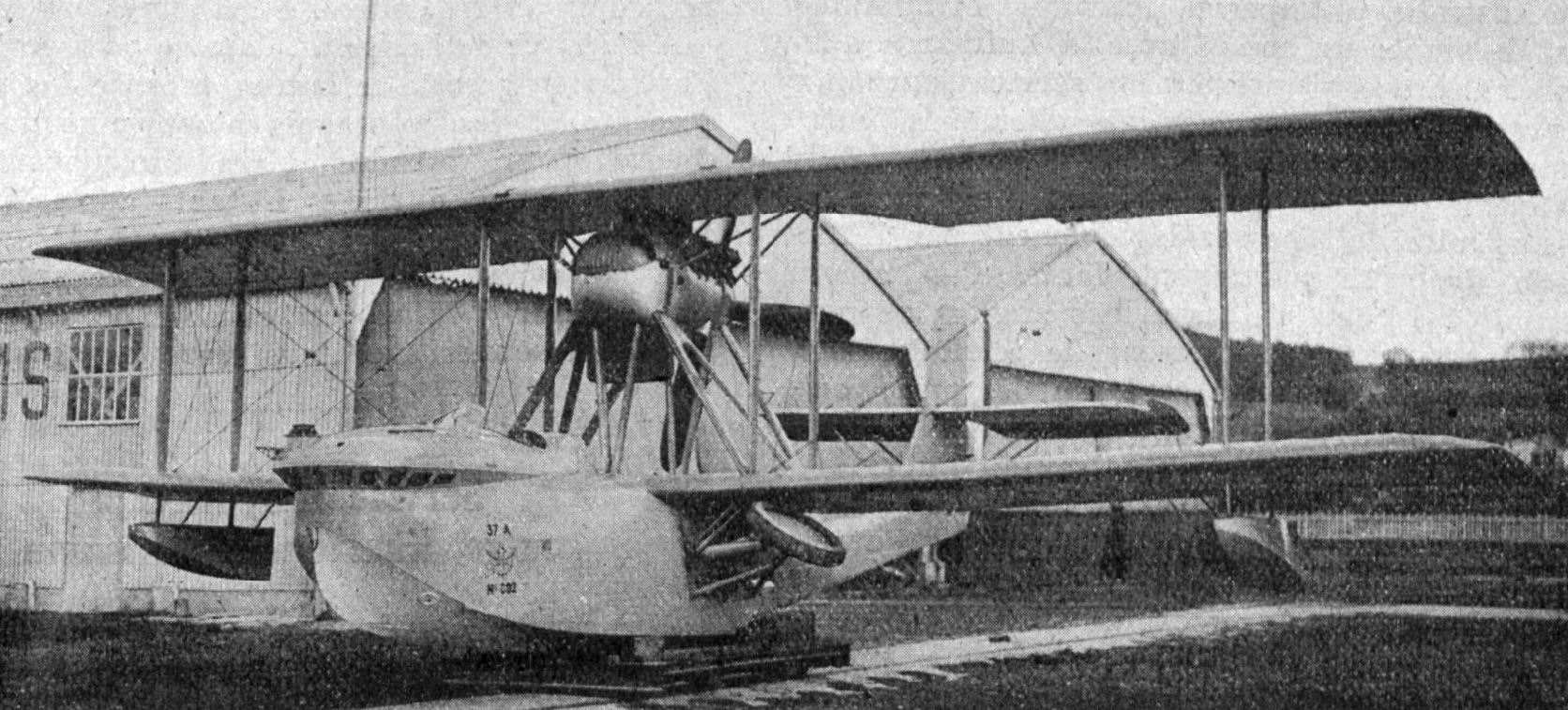
Flugboot vom Typ CAMS 37

Als am 4. April 1931 auf Madeira mit der Madeira-Revolte ein militärischer Aufstand begann, beschlagnahmte die Regierung zahlreiche zivile Schiffe für den Transport loyaler Truppen zur Niederschlagung des Aufstandes. Zu den requirierten Schiffen gehörte auch die Cubango, die als Flugzeugmutterschiff mit drei CAMS 37 Flugbooten ausgerüstet wurde. Die Landungsoperationen begannen am 26. April 1931. Die Luftunterstützung war entscheidend, da sie die Artillerie aufspürte und den Vormarsch der Truppen auf die Insel abschirmte.

### Cubangowieder im Liniendienst
Nach dem zeitweiligen Einsatz kehrte die Cubango in den Westafrikadienst zurück, ohne dass Einzelheiten aus dieser Zeit vorliegen. Während des Zweiten Weltkrieges verblieb die als Schiff eines neutralen Landes gekennzeichnete Cubango im Liniendienst zwischen den Kolonien in Afrika und dem Mutterland. Im September 1942 rettete sie auf dem Weg nach Lissabon im Golf von Guinea Überlebende von zwei torpedierten alliierten Handelsschiffen: Am 20. September nahm sie 15 Besatzungsmitglieder des am 12. September von U 68 versenkten britischen Frachters Trevilley (Bj. 1940, 5.296 BRT) und einen Tag später 13 Besatzungsmitglieder des am 15. September ebenfalls von U 68 versenkten niederländischen Frachters Breedijk (Bj. 1922, 6.861 BRT) auf.
Nach dem Krieg begann langsam der Zulauf neuer Schiffe auch nach Portugal und die Reederei konnte den alten Dampfer außer Dienst stellen. Er wurde 1950 durch einen Neubau ersetzt und ab 6. Juli unter dem Überführungsnamen Bisco 5 nach Großbritannien geschleppt, wo er in Milford Haven bei T. W. Ward abgewrackt wurde.

## Technische Daten
Die Länge der Lichtenfels betrug 129,32 Meter über alles, sie war 16,25 Meter breit und wies einen Tiefgang von 6,45 Metern auf. Sie war mit 5734 BRT bzw. 3708 NRT vermessen und hatte eine Tragfähigkeit von 8350 tdw. Der Antrieb bestand aus einer Vierzylinder-Dreifach-Expansionsmaschine der Werft, deren Leistung 1600 PSi betrug. Diese wirkte auf eine Schraube, der Dampfer erreichte eine Geschwindigkeit von 11,0 Knoten. Die Besatzung bestand aus 62 Mann.